# Ethel Barrymore
Ethel Barrymore (Filadelfia, 15 de agosto de 1879-Hollywood, 18 de junio de 1959) fue una actriz estadounidense, ganadora del premio Óscar y miembro de la famosa familia Barrymore.

## Infancia y juventud
Ethel Barrymore nació en Filadelfia bajo el nombre de Ethel Mae Blythe, siendo el segundo hijo que sus padres, Maurice Barrymore y Georgiana Drews, habían tenido. Se crio en Filadelfia y se educó en un colegio católico. Era hermana de los actores John Barrymore y Lionel Barrymore, y tía-abuela de la actriz y productora, Drew Barrymore.

## Carrera

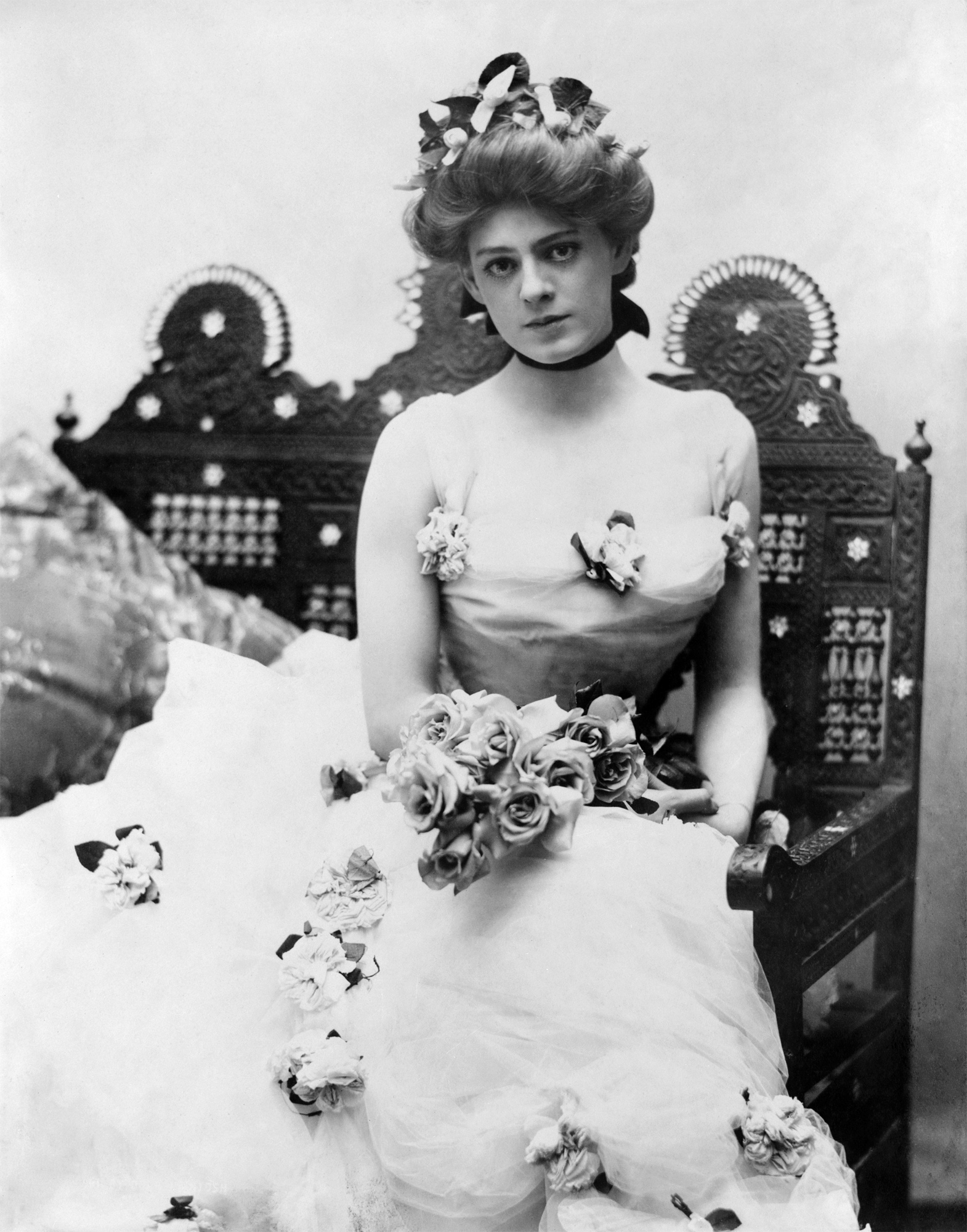
Ethel Barrymore en 1896.

Ethel Barrymore fue reconocida como una actriz encantadora y carismática en la ciudad de Nueva York y como una gran actriz de Broadway. Su primera aparición en Broadway fue en 1901, en una obra llamada Captain Jinks of the Horses Marines. Representó a Nora en A Doll's House de Ibsen (1905) y una apasionada Julieta en Romeo y Julieta de Shakespeare (1922).
En 1926, actuó en uno de sus mejores éxitos como la sofisticada esposa en una comedia de William Somerset Maugham, The Constant Wife. En julio de 1934, comenzó a trabajar en la obra Laura Garnett, de Leslie y Sewell Stokes, en Dobbs Ferry. En 1940 protagonizó la célebre obra The Corn is Green, de Emlyn Williams.
Realizó su primera película en 1914 y en los años 1940, se mudó a Hollywood, California y comenzó su carrera como actriz cinematográfica. En 1944, ganó un Óscar a la Mejor Actriz de Reparto por su papel en la película None but the Lonely Heart. También apareció en clásicos como The Spiral Staircase (1946), The Paradine Case, de Hitchcock (1947) y un thriller de Robert Siodmak, Pinky. También participó en Rasputín y la zarina, la única película que coprotagonizó con sus hermanos.

## Vida privada
Winston Churchill le propuso matrimonio pero ella lo rechazó. Ethel se casó con Russel Griswold Colt el 14 de marzo de 1909; se divorciaron en 1923. Siendo una católica devota, no se podía volver a casar por la Iglesia. Se involucró románticamente con más hombres luego, pero no se volvió a casar. Tuvo tres hijos con Colt, incluyendo a Ethel Barrymore Miglietta, quien apareció en Broadway en Follies de Stephen Sondheim. Los hijos de Ethel, Samuel y John Drew Colt, también se dedicaron a la actuación.
Ethel falleció por complicaciones cardiovasculares en 1959 en su casa en Hollywood, California, a dos meses de su octogésimo cumpleaños. Fue enterrada en el cementerio Calvary, en Los Ángeles. El Teatro Ethel Barrymore de Nueva York lleva su nombre.

## Premios y distinciones
Premios Óscar
| Año  | Categoría               | Película               | Resultado |
| ---- | ----------------------- | ---------------------- | --------- |
| 1945 | Mejor actriz de reparto | Un corazón despiadado  | Ganadora  |
| 1947 | Mejor actriz de reparto | La escalera de caracol | Nominada  |
| 1948 | Mejor actriz de reparto | El proceso Paradine    | Nominada  |
| 1950 | Mejor actriz de reparto | Pinky                  | Nominada  |